# 湯川ダム
湯川ダム（ゆかわダム）は、長野県北佐久郡御代田町、信濃川水系湯川に建設されたダム。高さ50メートルの重力式コンクリートダムで、洪水調節・不特定利水を目的とする、長野県営の治水ダムである。

## 歴史
長野県東部、浅間山・碓氷峠より端を発する湯川は、河床の不安定さから洪水のたびに乱流を起こし沿岸に水害をもたらした。長野県は湯川の治水をはかるためダム建設を計画。計画高水流量610トン毎秒のうち150トン毎秒を調整する機能を備えるよう設計し、あわせて流域813.5ヘクタールにわたって広がる農地へのかんがい用水補給を主とした不特定利水も一目的として付与した。事業は1967年（昭和42年）より着手され、現地調査ののち1971年（昭和46年）に着工。1977年（昭和52年）に完成した。

## 周辺
小諸市から長野県道137号借宿小諸線を北佐久郡軽井沢町方面に向かって進む。途中の御代田町にある雪窓湖別荘地を過ぎて間もなく、湯川ダムへとつながる道を示す案内看板が見えてくるので、この看板の指示に従って右折し、その後は道なりに進めば湯川ダムに至る。
湯川ダムは川幅の著しく狭い地点に建設されたことから、高さ50メートルに対し堤頂長は53メートルという、いわゆる「縦長」のダムとなった。天端は車道になっており、自由に通行することができる。ダム湖もまた上流へと細長く延びている。ダム本体には放流設備として直径500ミリメートルのホロージェットバルブを1門、天端には高さ14メートル、幅8.3メートルのラジアルゲートを2門装備している。しかしながら、湯川ダム直下に降りる道は開放されておらず、ダムを下流面から眺望することは困難である。

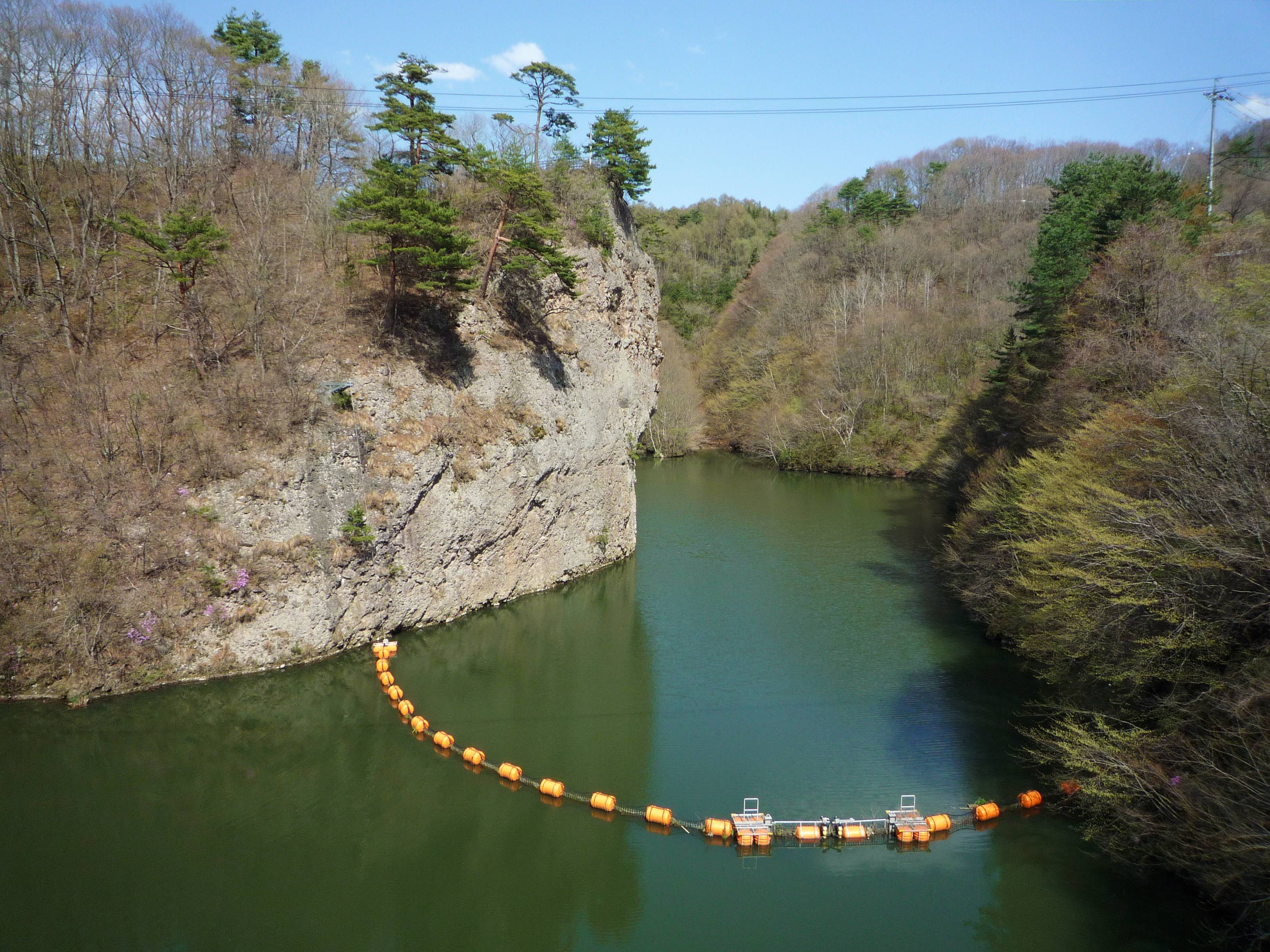
湯川ダム湖